# Turns into Stone
 Turns into Stone  — збірка британського гурту The Stone Roses, видана влітку 1992 року у Великій Британії.

## Треклист
Всі пісні написані Іеном Брауном та Джоном Сквайром.

### Британське виання 1989 року
1. «Elephant Stone» (12" version) — 4:53
2. «The Hardest Thing In The World» — 2:39
3. «Going Down» — 2:46
4. «Mersey Paradise» — 2:44
5. «Standing Here» — 5:05
6. «Where Angels Play» — 4:15
7. «Simone» — 4:24
8. «Fools Gold» (12" version) — 9:53
9. «What the World Is Waiting For» — 3:55
10. «One Love» (12" version) — 7:45
11. «Something Burning» (12" version) — 7:50